# بيتر سالاي
بيتر سالاي (بالمجرية: Szalai Péter)‏ هو موسيقي مجري، ولد في 25 أبريل 1962 في بودابست في المجر.

## روابط خارجية
- بيتر سالاي على موقع IMDb (الإنجليزية)
- بيتر سالاي على موقع ميوزك برينز (الإنجليزية)
- بيتر سالاي على موقع ديسكوغز (الإنجليزية)